# Pylaemenes otys
Pylaemenes otys är en insektsart som först beskrevs av John Obadiah Westwood 1859.  Pylaemenes otys ingår i släktet Pylaemenes och familjen Heteropterygidae. Inga underarter finns listade i Catalogue of Life.